# Vasanello
Vasanello é uma comuna italiana da região do Lácio, província de Viterbo, com cerca de 3.890 (Cens. 2001) habitantes. Estende-se por uma área de 28,58 km², tendo uma densidade populacional de 136,11 hab/km². Faz fronteira com Bassano in Teverina, Gallese, Orte, Soriano nel Cimino, Vignanello.

## Demografia
| Variação demográfica do município entre 1861 e 2011                               |
|                                                                                   |
| Fonte: Istituto Nazionale di Statistica (ISTAT) - Elaboração gráfica da Wikipedia |